# Latrobe Municipality
Koordinaten: 41° 14′ S, 146° 25′ O

Die Latrobe Municipality ist ein lokales Verwaltungsgebiet (LGA) im australischen Bundesstaat Tasmanien. Das Gebiet ist 550 km² groß und hat etwa 10.000 Einwohner (2016).
Latrobe in der Mitte der Nordküste der tasmanischen Insel etwa 200 Kilometer nördlich der Hauptstadt Hobart. Das Gebiet umfasst 13 Ortsteile und Ortschaften: Bakers Beach, Harford, Hawley Beach, Latrobe, Moriarty, Northdown, Port Sorell, Sassafras, Shearwater, Squeaking Point, Tarleton, Thirlstane und Wesley Vale. Der Sitz des Councils befindet sich in dem Ort Latrobe im Westen der LGA, wo etwa 3500 Einwohner leben (2016).

## Verwaltung
Der Latrobe Council hat neun Mitglieder. Der Mayor (Bürgermeister), sein Deputy (Stellvertreter) und sieben Councillor werden direkt von den Bewohnern der LGA gewählt. Latrobe ist nicht in Bezirke untergliedert.